# Dur dur d'être bébé !
Pistes de Pochette surprise
Alison
Dur dur d'être bébé ! est une chanson éditée en 1992 par le chanteur français Jordy. Extraite de l'album Pochette surprise, elle a permis à Jordy d'être inscrit dans le Livre Guinness des records comme le plus jeune chanteur à avoir atteint la place de n°1 au classement par single. Il a réalisé cet exploit en France en octobre 1992 à l'âge de quatre ans et demi.
Cette chanson est composée essentiellement de samples (échantillonnages de la voix de Jordy sur ordinateur) mixés avec une musique créée également par ordinateur ainsi que sur séquenceur MIDI et sur Workstation.
Le titre est repris en 2010 par la chanteuse virtuelle Bébé Lilly, dans l'album Ma Baby Boom.

## Classements
| Classement (1992-93)                   | Meilleure position |
| -------------------------------------- | ------------------ |
| Autriche (Ö3 Austria Top 40)           | 3                  |
| Australie (ARIA)                       | 37                 |
| Belgique (Flandre Ultratop 50 Singles) | 2                  |
| France (SNEP)                          | 1                  |
| Norvège (VG-lista)                     | 5                  |
| Nouvelle-Zélande (RMNZ)                | 8                  |
| Pays-Bas (Nederlandse Top 40)          | 3                  |
| Suède (Sverigetopplistan)              | 14                 |
| Suisse (Schweizer Hitparade)           | 20                 |